# Proton Putra
Proton Putra – samochód osobowy typu coupe produkowany w latach 1995 - 2000 przez malezyjski koncern Proton.

## Historia modelu

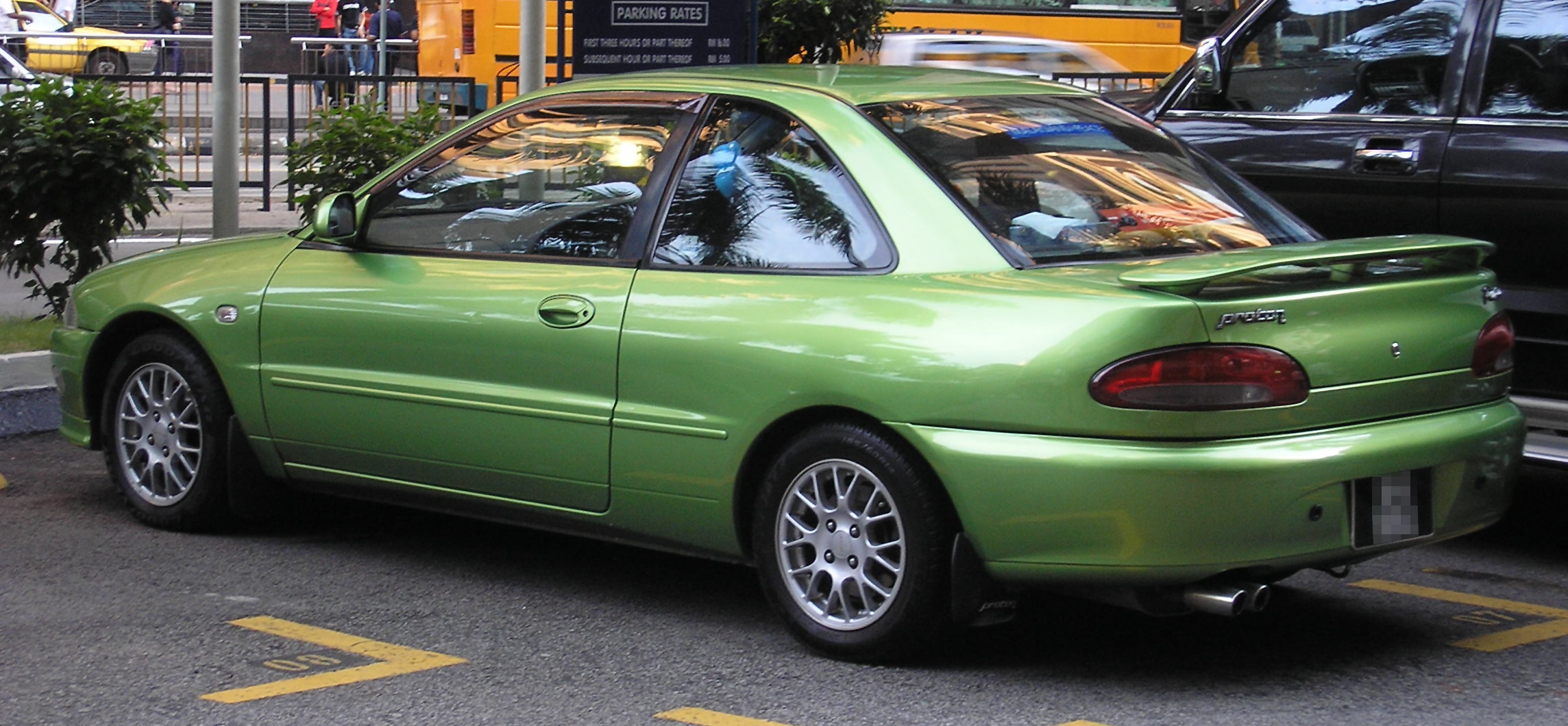
Proton Putra - tył

W 1994 roku Proton zaprezentował małe Coupe na bazie trzech  modeli - Mitsubishi Mirage, Proton Wira i Proton Satria. Model nie odniósł sukcesu z powodu wysokiej ceny. Z tego powodu nie zaprezentowano następcy. Sprzedaż prowadzona była w Malezji, Indonezji oraz na Wyspach Brytyjskich. Tam model konkurował przede wszystkim z Fordem Puma. Produkcję zakończono w 2000 roku.